# Leon Łukaszewicz
Leon Łukaszewicz (ur. 20 listopada 1923 w Warszawie, zm. 5 marca 2013 tamże) – polski profesor informatyki, jeden z pionierów tej dziedziny w Polsce.

## Życiorys
W 1943 roku zdał maturę na tajnych kompletach w I Państwowym Gimnazjum i Liceum im. Stefana Batorego w Warszawie. Jako starszy strzelec Armii Krajowej walczył w powstaniu warszawskim.
We wrześniu 1948 roku podjął pracę w Dziale Radiolokacji ówczesnego Państwowego Instytutu Telekomunikacyjnego w Warszawie. 23 grudnia 1948 roku wziął udział w spotkaniu organizowanym przez topologa Kazimierza Kuratowskiego, podczas którego podjęto decyzję o utworzeniu Grupy Aparatów Matematycznych (GAM), która miała pracować nad pierwszą polską elektroniczną maszyną liczącą. W ramach pracy w GAM Łukaszewicz pracował nad analogowym Analizatorem Równań Różniczkowych (ARR). Projekt został ukończony w 1953 roku.
W następnych latach Łukaszewicz skonstruował komputery: XYZ (1958), ZAM-2 (1960), ZAM-41 (1964). Specjalizował się w językach formalnych. Jest autorem języków programowania SAKO i EOL.
W latach 1959–1966 był dyrektorem Instytutu Maszyn Matematycznych Polskiej Akademii Nauk (PAN). W 1976 roku został członkiem zwyczajnym PAN. W latach 1972–1994 pracował w Instytucie Podstaw Informatyki Polskiej Akademii Nauk.
Był założycielem i wieloletnim redaktorem naczelnym miesięcznika „Maszyny Matematyczne”, przemianowanej później na czasopismo „Informatyka”. Reprezentował Polskę w International Federation for Information Processing, przez dwie czteroletnie kadencje sprawował funkcję wiceprezesa organizacji. Był również członkiem-założycielem Polskiego Towarzystwa Informatycznego.
W 1999 roku został odznaczony Krzyżem Komandorskim Orderu Odrodzenia Polski.
Został pochowany na cmentarzu Powązkowskim (kwatera 196-2-29,30).